# Castellanos de Villiquera (kommunhuvudort)
Castellanos de Villiquera är en kommunhuvudort i Spanien. Den ligger i provinsen Provincia de Salamanca och regionen Kastilien och Leon, i den centrala delen av landet, 180 km väster om huvudstaden Madrid. Castellanos de Villiquera ligger 829 meter över havet och antalet invånare är 575.
Terrängen runt Castellanos de Villiquera är huvudsakligen platt. Castellanos de Villiquera ligger uppe på en höjd. Runt Castellanos de Villiquera är det ganska glesbefolkat, med 23 invånare per kvadratkilometer. Närmaste större samhälle är Salamanca, 9,5 km söder om Castellanos de Villiquera. Trakten runt Castellanos de Villiquera består till största delen av jordbruksmark.